# Zapotlán de Juárez
Zapotlán de Juárez är en kommunhuvudort i Mexiko.   Den ligger i kommunen Zapotlán de Juárez och delstaten Hidalgo, i den sydöstra delen av landet, 70 km norr om huvudstaden Mexico City. Zapotlán de Juárez ligger 2 380 meter över havet och antalet invånare är 8 344.
Terrängen runt Zapotlán de Juárez är platt åt sydost, men åt nordväst är den kuperad. Runt Zapotlán de Juárez är det ganska tätbefolkat, med 134 invånare per kvadratkilometer. Närmaste större samhälle är Tizayuca, 19,4 km sydväst om Zapotlán de Juárez. Trakten runt Zapotlán de Juárez består i huvudsak av gräsmarker.